# Swan River Colony
Swan River Colony, Swan River Settlement eller blot Swan River var en britisk koloni grundlagt i 1829 ved Swan River (Svanefloden) i det nuværende Western Australia. Den oprindelige bosættelse blev hurtigt omdøbt til Perth og blev hovedbyen i Western Australia.
Navnet blev brugt for hele det vestlige Australien, men kolonien blev allerede i 1832 omdøbt til Colony of Western Australia, og koloniens grundlægger kaptajn James Stirling blev udnævnt til guvernør. Navnet "Swan River Colony" blev brugt mange år efter, det formelt var afskaffet.

## Europæisk opdagelse
De første europæere som vides at have set land, hvor Perth nu ligger, var nederlandske søfolk. Den første ved Swan River var formentligt  Frederik de Houtman den 19. juli 1619 med skibene Dordrecht og Amsterdam. Hans optegnelser tyder på, at han først nåede den vestaustralske kyst ved breddegraden 32°20', som svarer til Rottnest Island eller umiddelbart syd herfor, hvilket er tæt på Swan Rivers udmunding. Han gik ikke i land på grund af den kraftige brænding og fortsatte nordpå uden at udforske kyststrækningen.
Den 28. april 1656 sank skibet Vergulde Draeck på vej til Batavia (nu Jakarta) 107 km nord for Swan River nær Ledge Point. Af de 193 ombord overlevede kun 75. En lille båd blev reddet, og den sejlede til Batavia efter hjælp, men en efterfølgende eftersøgning fandt ingen overlevende. Vraget blev genfundet i 1963.
I 1658 nåede tre nederlandske skibe, som blandt andet søgte efter Vergulde Draeck, til området. Waekende Boey under kaptajn S. Volckertszoon, Elburg under kaptajn J. Peereboom og Emeloort under kaptaijn A. Joncke fik landkending med Rottnest Island, men de sejlede ikke tættere på kysten på rund af de mange rev. De sejlede mod nord og fandt vraget af Vergulde Draeck, men så ikke spor efter overlevende. De gav en meget negativ beskrivelse af området til dels på grund af de farlige rev.
Den nederlandske kaptajn Willem de Vlamingh var den næste europæer i området. Med de tre skibe Geelvink, Nyptangh og Wezeltje  nåede han Rottnest Island, som han navngav, 29. december 1696, og den 10. januar 1697 nåede han til Swan River, som han også navngav. Skibene kunne ikke sejle op af floden på rund af en sandbanke ved udmundingen, så Vlamingh sendte en slup ud, som man kunne trække over sandbanken. De sejlede op ad floden indtil de nåede nogle mudderbanker, formentligt Heirisson Island. De så nogle aboriginere, men kunne ikke komme tæt på dem. Vlamingh var heller ikke imponeret af området, og det var sikkert grunden til, at der ikke blev sendt flere nederlandske ekspeditioner til området.
I 1801 nåede de franske skibe Géographe med kaptajn Nicolas Baudin og Naturaliste med kaptajn Emmanuel Hamelin til området sydfra. Géographe fortsatte mod nord, men Naturaliste blev nogle uger. En lille ekspedition trak langbåde over sandbanken og udforskede Swan River. De vurderede, at mulighederne for at anlægge en bosætning var dårlige på grund af sandbanken og de mange mudderbanker oppe af floden (sandbanken blev først fjernet i 1890'erne, da C. Y. O'Connor byggede havnen i Fremantle).
Senere i marts 1803 sejlede Géographe sammen med skibet Casuarina forbi Rottnest Island på deres vej tilbage til Frankrig, men de stoppede kun en dag eller to.
Den næste europæer var den australskfødte opdagelsesrejsende Phillip Parker King i 1822 på skibet Bathurst. King var søn af den tidligere guvernør i New South Wales Philip Gidley King. Området imponerede heller ikke King.

## Baggrund for bosættelsen
Grundlæggeren af Western Australia var kaptajn James Stirling, som i 1827 udforskede området omkring Swan River med skibet HMS Success. Han lå først for anker ud for Rottnest Island og senere i Cockburn Sound. Med på rejsen var Charles Fraser, der var kolonibotaniker i New South Wales.
Den første udforskning op af Swan River begyndte 8. marts med en kutter og en lille båd. Nogle grupper fortsatte til fods den 13. marts. Sidst i marts sejlede HMS Success videre og nåede til Sydney 15. april. Stirling vendte tilbage til England i juli 1828, hvor han ihærdigt promoverede mulighederne for landbrug i området. Han arbejdede for grundlæggelsen af en "fri" bosættelse, i modsætning til straffekolonierne i New South Wales, Port Arthur og Norfolk Island, ved Swan River med ham selv som guvernør. På baggrund af disse rapporter og rygter i London, om at franskmændene var på vej til at etablere en straffekoloni i det vestlige Australien, muligvis ved Shark Bay, godkendte koloniministeriet  derfor forslaget i midten af oktober 1828.
I december 1828 proklamerede det britiske koloniministerium, at land ville blive reserveret til kronen, kirken og uddannelsesinstitutioner. Ligeledes skulle der være begrænsninger på kystområderne. Beslutningen om at grundlægge en koloni ved Swan River var baseret på overfladisk udforskning og blev fulgt op af midlertidige foranstaltninger for styringen og fordeling af jord, som skulle ske på basis af jordtildelinger efter provisoriske opmålinger, som senere skulle bekræftes. Forhandlinger om en privat styret bosættelse blev også startet med et konsortium på 4 ejere anført af Potter McQueen, et parlamentsmedlem, som allerede havde erhvervet store landområder i New South Wales. Konsortiet trak sig ud, da koloniministeriet ikke ville give dem lov til at vælge land før uafhængige bosættere, men et medlem, Thomas Peel, accepterede betingelserne og fortsatte alene. Peel fik tildelt 500.000 acres (mere end 2.000 km²) på betingelse af, at han ankom til kolonien før 1. november 1829 med 400 bosættere. Peel kom senere end denne dato og kun med 300 bosættere, men fik alligevel tildelt 250.000 acres.

## Grundlæggelsen
| Swan River Colony skibsankomster i 1829 | Swan River Colony skibsankomster i 1829 |
| --------------------------------------- | --------------------------------------- |
| 25. april                               | HMS Challenger (Fremantle)              |
| 31. maj                                 | Parmelia (Stirling)                     |
| 6. juni                                 | HMS Sulphur                             |
| 5. august                               | Calista                                 |
| 6. august                               | Saint Leonard                           |
| 23. august                              | Marquis of Anglesea                     |
| 19. september                           | Thompson                                |
| 21. september                           | Amity                                   |
| 5. oktober                              | Georgiana                               |
| 9. oktober                              | Ephemina                                |
| 12. oktober                             | Orelia                                  |
| 12. oktober                             | Cumberland                              |
| 12. oktober                             | Caroline                                |
| 17. oktober                             | Governor Phillip                        |
| 19. oktober                             | Atwick                                  |
| 23. oktober                             | Lotus John Summerson                    |
| 31. oktober                             | Admiral Gifford                         |
| 11. november                            | Lion (Lyon)                             |
| 14. november                            | Dragon                                  |
| 28. november                            | HMS Success                             |
| 15. december                            | Gilmore (Peel)                          |

Det første skib, som nåede Swan River, var HMS Challenger. Det ankrede op ud for Garden Island 25. april 1829, og 2. maj 1829 erklærede kaptajn Charles Fremantle den britiske koloni Swan River for grundlagt.
Parmelia med Stirling nåede først frem 31. maj og HMS Sulphur 6. juni med soldater fra det 63. Regiment og deres familier. Tre handelsskibe fulgte efter: Calista 5. august, St Leonard 6. august og Marquis of Anglesea 23. august.
En række uheld var tæt på at sætte en stopper for den nye bosættelse. Challenger og Sulphur ramte begge klipper, da de gik ind i Cockburn Sound og var heldige at slippe med mindre skader. Parmelia gik også på grund under Stirlings "lidt for selvsikre styring", mistede roret og beskadigede kølen, så den behøvede omfattende reparation. Da det var blevet vinter, var bosætterne nødt til at gå i land på Garden Island. Dårligt vejr og de påkrævede reparationer betød at Stirling først nåede til fastlandet 18. juni, og resten af bosætterne på Parmelia nåede først til fastlandet i begyndelsen af august. I begyndelsen af september skete endnu et held, da Marquis of Anglesea gik på grund under en storm og blev ødelagt så meget, at det ikke kunne repareres. Skroget gik dog ikke mere i stykker end, at det efterfølgende blev brugt som fængsel.
De første rapporter om den nye koloni nåede England sent i januar 1830. De meldte om dårlige forhold i kolonien, at bosætterne sultede, at landet var uegnet til landbrug, og at bosætterne havde forladt kolonien. Det sidste var ikke korrekt, men rapporterne gjorde, at mange aflyste deres udvandringsplaner eller i stedet tog til Cape Town i Sydafrika eller den mere etablerede koloni i New South Wales.
Nogle få nye bosættere ankom alligevel, og nye forsyninger blev også sendt til kolonien. I 1832 var befolkningstallet omkring 1.500. De indfødte folk blev ikke talt med, men der vurderes at have været omkring 15.000 i det sydvestlige Australien. Det gik langsomt med at rydde jord til landbrug og i 1850 var antallet af bosættere kun steget til 5.886, som primært havde bosat sig langs kysten i Bunbury, Augusta og Albany.
Karl Marx brugte i Das Kapital problemerne i Swan River Colony som et eksempel på, at kapitalistisk produktion og kolonialisering var afhængige af billig arbejdskraft.